# 葛西萬司
葛西 萬司（かさい まんじ、 文久3年7月21日（1863年9月3日）- 昭和17年（1942年）8月19日） は明治から昭和初期に活躍した設計建築家。盛岡市出身。辰野金吾と建築設計事務所を共同経営したことなどで知られる。城南小学校卒業。
工手学校（現工学院大学）造家学科教員。

## 略歴
- 1863年（文久3年） - 南部藩家老、鴨澤舍の次男として現在の盛岡市に生まれる。のち、南部藩士葛西重雄の養子となる
- 1890年（明治23年） - 帝国大学工科大学造家学科を卒業（同期に横河民輔、宗兵蔵）、日本銀行技師となる
- 1903年（明治36年） - 辰野金吾と東京で辰野葛西設計事務所を開設する
- 1915年（大正4年） - 工学博士となる
- 1919年（大正8年） - 辰野金吾没後、単独で建築設計事務所（葛西設計事務所）を経営する
- 1927年（昭和2年） - 田中實と共同経営となり、葛西田中建築事務所と改称する
- 1937年（昭和12年） - 単独経営となり、葛西建築事務所と改称する
- 1942年（昭和17年） - 逝去

## 主な作品
| 建造物名           | 現況                           | 年                 | 所在地         | 指定       | 名義               | 備考                         |
| ------------------ | ------------------------------ | ------------------ | -------------- | ---------- | ------------------ | ---------------------------- |
| 旧盛岡銀行本店本館 | 現：岩手銀行赤レンガ館         | 1911年（明治44年） | 岩手県盛岡市   | 重要文化財 | 辰野葛西設計事務所 |                              |
| 浅草国技館         | 現存せず                       | 1911年（明治45年） | 東京都台東区   |            | 辰野葛西設計事務所 | のち劇場「遊楽館」「吾妻座」 |
| 旧中央停車場       | 現：東京駅                     | 1914年（大正3年）  | 東京都千代田区 | 重要文化財 | 辰野葛西設計事務所 |                              |
| 旧国技館           | 現存せず                       | 1919年（大正8年）  | 東京都墨田区   |            | 辰野葛西設計事務所 | のち 日本大学大講堂          |
| 旧第一銀行京都支店 | 現存せず（解体後イメージ復元） | 1919年（大正8年）  | 京都市中京区   |            | 辰野葛西設計事務所 | のち 第一勧業銀行京都支店    |
| 旧山陽ホテル       | 現存せず                       | 1923年（大正12年） | 山口県下関市   |            | 辰野葛西設計事務所 |                              |
| 旧岩手病院診療棟   | 現：岩手医科大学1号館          | 1926年（大正15年） | 岩手県盛岡市   |            | 辰野葛西設計事務所 |                              |
| 旧盛岡貯蓄銀行本店 | 現：盛岡信用金庫本店           | 1927年（昭和2年）  | 岩手県盛岡市   |            | 葛西建築事務所     | 法人としては岩手銀行に買収   |
| 順心女子学園       | 現存せず                       | 1934年（昭和9年）  | 東京都港区     |            | 葛西田中建築事務所 |                              |

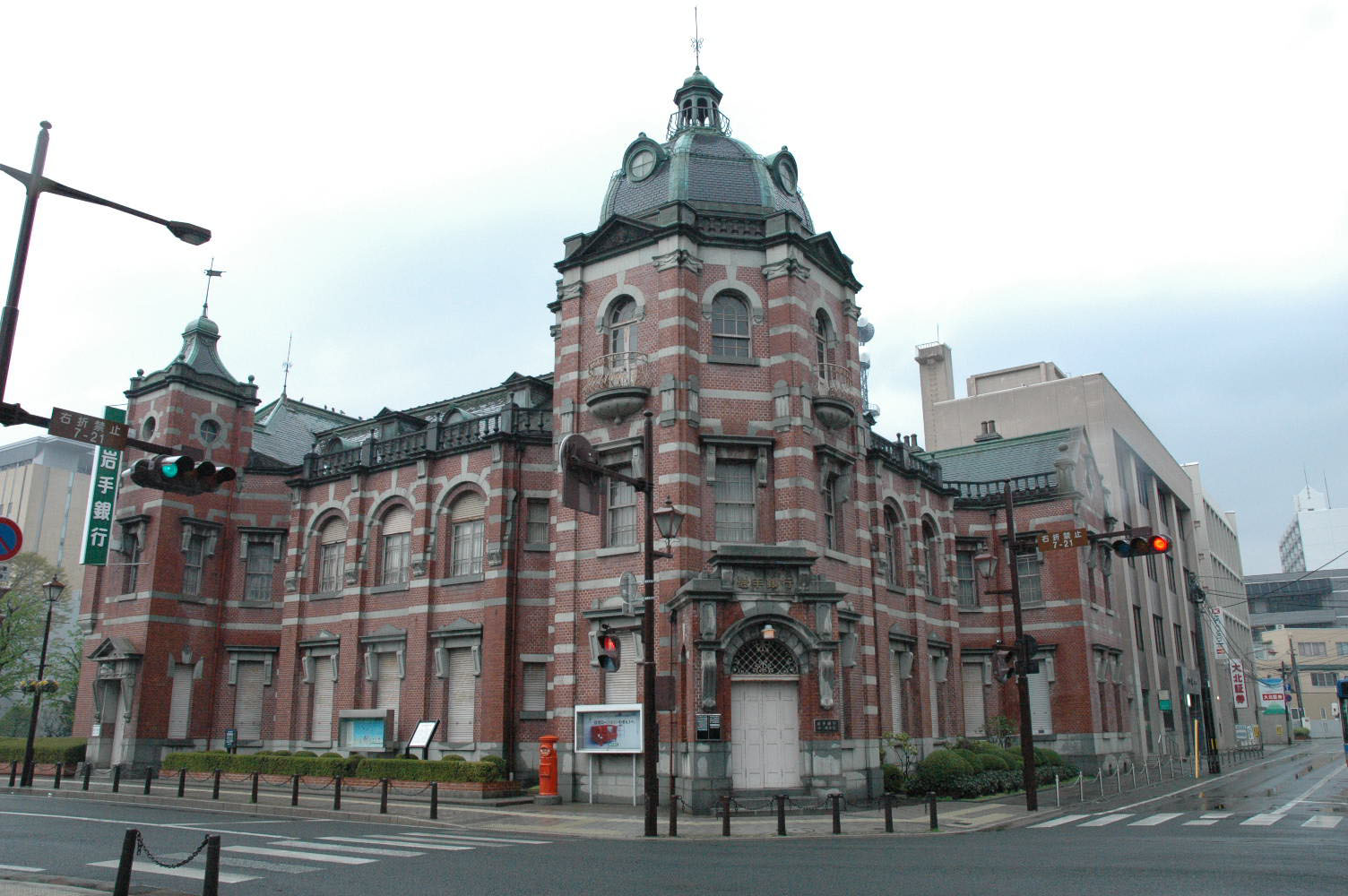
旧盛岡銀行本店本館 （現 岩手銀行赤レンガ館
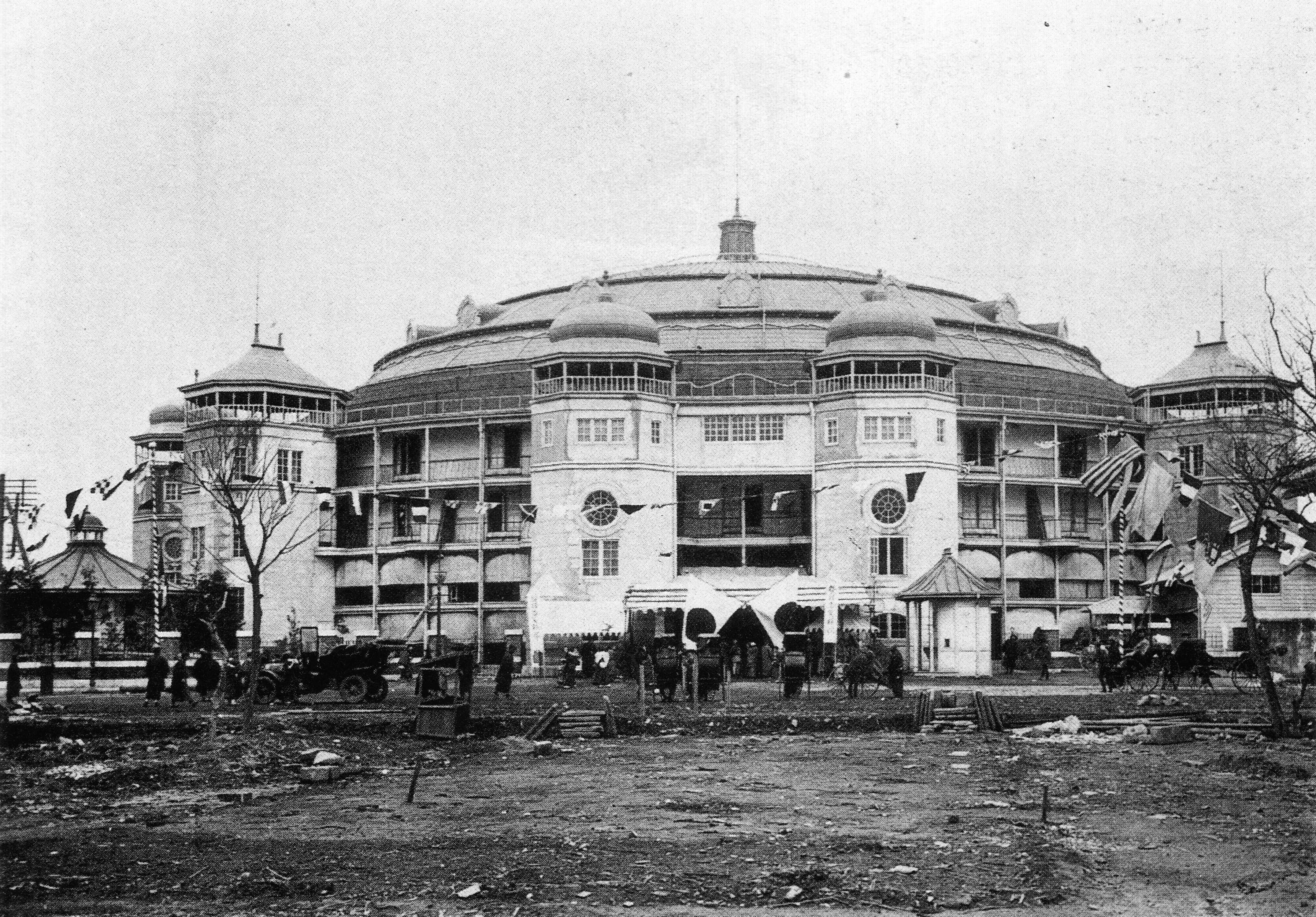
旧国技館
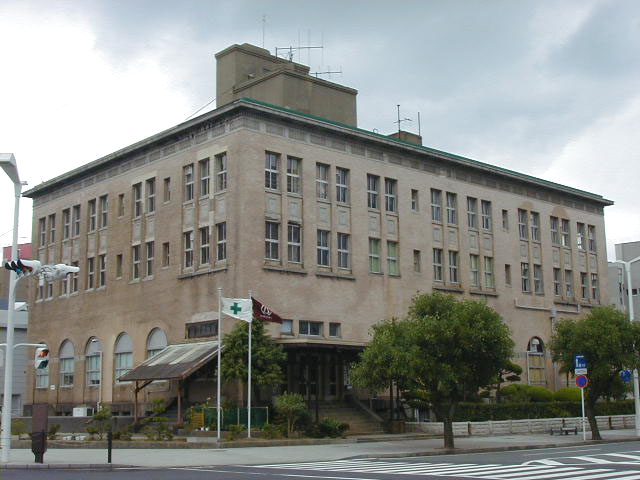
旧山陽ホテル
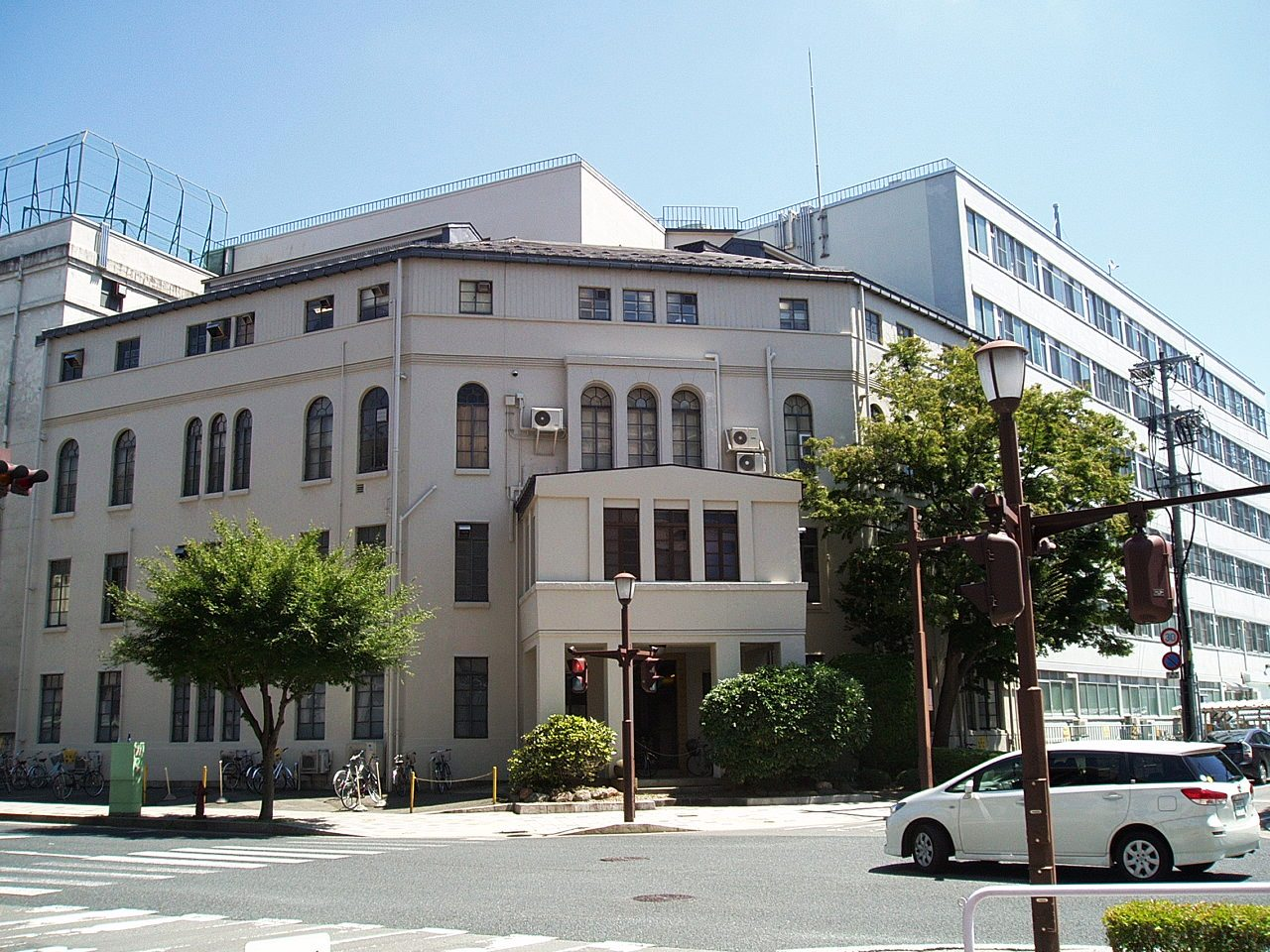
旧岩手病院診療棟 （現 岩手医科大学1号館）
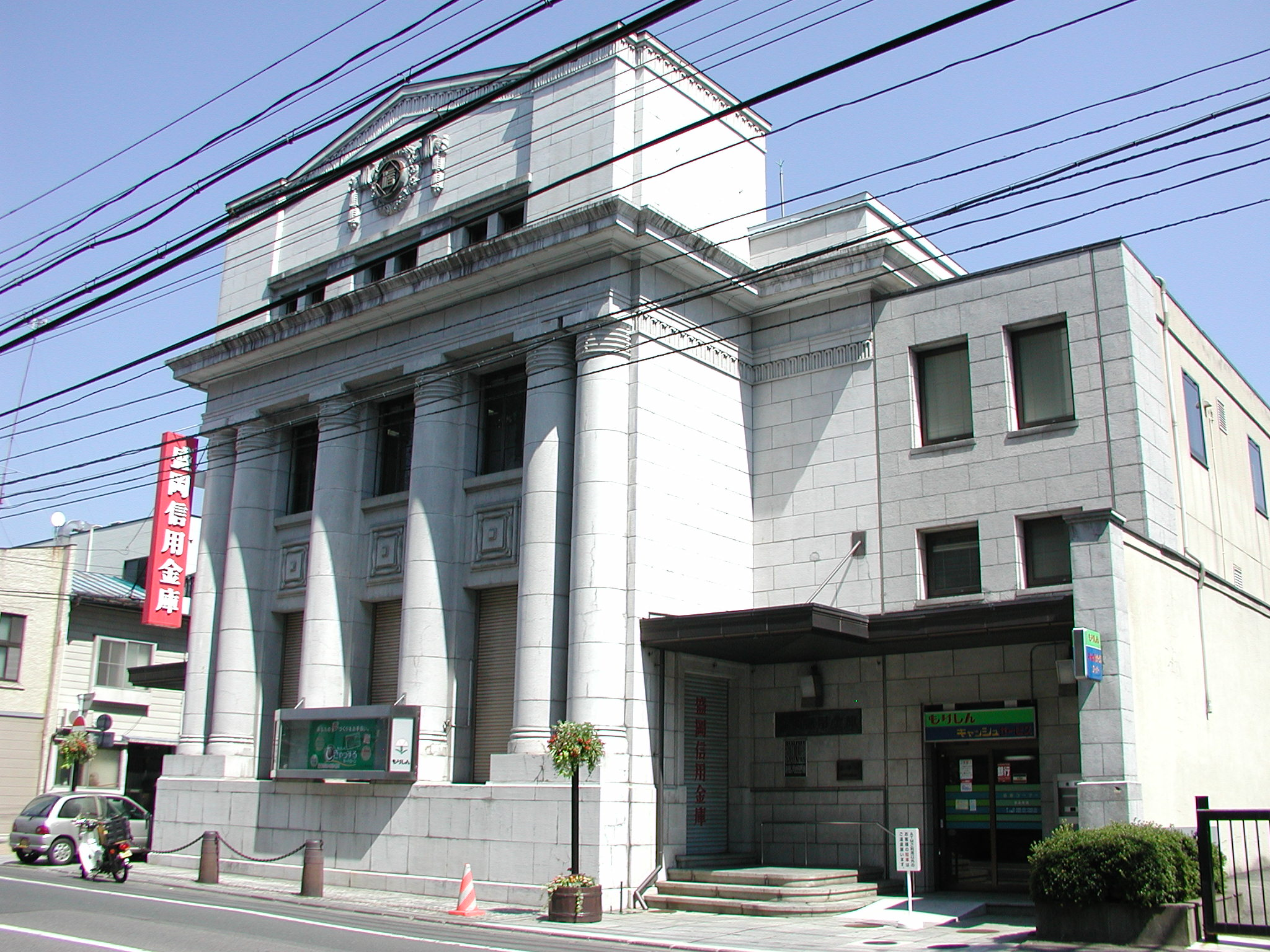
旧盛岡貯蓄銀行 （現 盛岡信用金庫本店）